# 仙霞新村街道
仙霞新村街道，是中华人民共和国上海市長寧區下辖的一个街道办事处，辖区范围东起古北路，西至威宁路，南临虹桥路，北接天山路，面积2.26平方公里。户籍人口7.11万人（2008年）。

## 行政区划
仙霞新村街道下辖以下居委会：
天山五村第一社区、天山五村第三社区、芙蓉江路第一社区、芙蓉江路第二社区、大金更社区、天原二村社区、虹日社区、虹古社区、虹纺社区、虹霞社区、虹旭社区、虹仙社区、锦苑社区、仙逸社区、仙霞路第二社区、杜一社区、水霞社区、古宋社区、茅台新苑社区、威宁小区社区、虹景社区、茅台花苑社区、安龙社区和天山五村第二社区。